# Phare d'Egg Rock (Massachusetts)
Le phare d'Egg Rock (en anglais : Egg Rock Light) était un phare situé sur Egg Rock, un îlot en baie de Nahant dans le Comté d'Essex (État du Massachusetts).

## Histoire
Le phare a été mis en service en 1856 après la mort de cinq personnes du naufrage d'une goélette. La structure originale était une lanterne située au sommet d'une habitation en pierre construite en granit taillé sur l'île. Après le naufrage de la goélette Shark, la caractéristique a été changée en rouge car le capitaine du Shark l'aurait confondue avec le phare de Long Island dans le port de Boston.
À la suite d'un incendie en 1897, il fut reconstruit en une tour carrée fixée à la maison. La lumière a été exploitée à intensité réduite pendant la Première Guerre mondiale en raison des préoccupations suscitées par les sous-marins allemands. Il a été automatisé en 1919 lorsqu'une lampe à gaz a remplacé la lampe à huile.
La structure a été vendue 160 dollars avec une clause obligeant l’acheteur à la retirer de l’île. En descendant la maison dans l’eau, un câble s’est brisé et la maison a glissé dans l’eau. La tour a été détruite en 1927. L'île est maintenant un sanctuaire d'oiseaux.
Identifiant : ARLHS : USA-956 .

### Lien connexe
- Liste des phares du Massachusetts